# Endel Tulving
Endel Tulving (Pechory, Észtország, 1927. május 26. – 2023. szeptember 11.) észt származású kanadai neurológus, a Torontói Egyetem emeritus professzora és a St Louis-i Washington Egyetem vendégprofesszora. Kutatóként szakterülete az emlékezeti rendszerek, azon belül az epizodikus emlékezet.

## Tanulmányai
Bachelor és master diplomáját is a Torontói Egyetemen szerezte, majd a Harvard Egyetemen (Cambridge, Massachusetts) doktorált.

## Kutatásai
Kutatásait az epizodikus emlékezet témakörében végezte. Fő tudományos eredménye a „kódolás-specifikussági elv”, amely a tanulás eredményét, a felidézést elősegítő hívóingerek hatékonyságát magyarázza. A tanult információ felidézése egy inger hatására akkor lehetséges, ha annak ingerhez kötött kódolása korábban megtörtént. Tehát a kódolás és az előhívás között szoros a kapcsolat. Számos kísérlet igazolja tanulással kapcsolatos teóriáját, mely szerint például nem szavakra, hanem a szavak okozta élményre emlékszünk.
Álláspontja szerint az epizodikus emlékezet az egyetlen emlékezeti rendszer, amely kapcsolatban áll az idővel. A „mentális időutazásra”, vagyis a múltra emlékezésre és a jövő tervezésére kutatásai szerint nem csupán az emberi faj, hanem egyes állatfajok is képesek. Ennek kísérleti bizonyítása azonban – a nyilvánvaló nehézségek miatt – még várat magára.
Az amnézia egy speciális formájában szenvedő betege és kísérleti személye volt KC, akinek szemantikus memóriája ép volt, de hiányzott az epizodikus emlékezete. Ezért egy feladaton belül akár több órán keresztül is képes volt a felidézésre, de kizökkenés esetén elveszítette az emlékeit. Ebből következtetett Tulving arra, hogy KC a játék közben egy epizodikus pufferben tartotta az információkat.
Tulving professzor h-indexe 65. Tulving professzor volt Daniel Schacter doktori disszertációjának témavezetője.

## Társasági tagság
- Royal Society of Canada (1979-)
- Royal Society of London (1992-)
- Royal Swedish Academy of Sciences

## Magyarországi nyilvános könyvtárakban elérhető kötete
- The Oxford handbook of memory. With Fergus I. M. Craik. Oxford ; New York : Oxford University Press, cop. 2000. XIV, 700 p. : ill. ISBN 0195122658

## Díjak, elismerések
- 2005-ben a kanadai kormánytól Gairdner nemzetközi kitüntetést kapott, amely Kanada legfontosabb díja a biológia és orvoslás témakörben.
- 2006-ban Kanada legmagasabb rendű civil kitüntetését kapta, az Kanada Rend (Order of Canada) tiszti fokozatát.
- 2007-ben ünnepélyesen felvezették az híres gyógyítókat támogató Canadian Medical Hall of Fame alapítvány tagjai közé.